# Juan Bautista Villar Domingo
Juan Bautista Villar Domingo (Onda, 16 de novembre de 1874 - Castelló de la Plana, 13 de desembre de 1937) va ser un religiós valencià que ocupà càrrecs d'importància al bisbat de Tortosa durant les primeres dècades del Segle XX.
Villar va nàixer a la localitat d'Onda, a la Plana Baixa. En mostrar vocació per al sacerdoci, els seus progenitors l'enviaren al seminari de Tortosa on, després d'estudiar Teologia i Dret, es va doctorar en Sagrada Teologia i Dret Canònic.
Al llarg del seu ministeri tortosí, fou nomenat Canonge Doctoral de la Catedral, Fiscal de la Cúria, Visitador d'Ordes i Catedràtic del Seminari Conciliar.
També fou un escriptor prolífic i publicà, entre d'altres:
- Vida y virtudes del venerable Juan Bautista Bertrán: párroco de Alcora (1924).
- Novena a San Roque, patrono de la Villa de Onda (1926).
- Himno al Santísimo Salvador de Onda (?)

Fill il·lustre de la vila d'Onda, va morir en plena Guerra Civil a conseqüència d'una hèrnia que es produí mentre fugia d'uns milicians que volien detindre'l.